# Армашевский, Пётр Яковлевич
Пётр Я́ковлевич Армаше́вский (1850—1919) — русский геолог, профессор кафедры геологии Императорского университета Святого Владимира в Киеве.

## Биография
Происходил из потомственных дворян Черниговской губернии. Родился около 1850 года; сын новозыбковского уездного казначея, коллежского асессора Якова Максимовича Армашевского и жены его Марьи Матвеевны; племянник историка А. М. Лазаревского.
С 1862 по 1868 год учился в Черниговской классической гимназии, после окончания которой поступил в Киевский университет Св. Владимира, на естественное отделение физико-математического факультета. По окончании университета 28 марта 1873 года он был оставлен для научной работы. Итогом его исследований стала диссертация «Геологический очерк Черниговской губернии», за которую он получил в 1883 году степень магистра минералогии и геологии и стал приват-доцентом, а потом — экстраординарным профессором по кафедре минералогии и геологии Киевского университета.
В 1903 году защитил диссертацию «Геологические исследования в области бассейнов Днепра и Дона». Был участником международных конгрессов по геологии и геологических обществ (помимо прочих, Французского); Армашевский, кроме того, выступил как поборник женского высшего образования. В 1906—1910 годах руководил киевскими Высшими женскими курсами.
Совместно с С. Г. Кокликом  руководил пробным бурением артезианских скважин для водоснабжения Киева. В октябре 1908 года предложил создать комиссию для развития артезианского водоснабжения Киева.

## Общественная деятельность
В студенческие годы выступал против деспотизма. Затем стал монархистом и после революции 1905—1907 гг. принял активное участие в консервативном движении Киева. Он был членом Киевского Русского собрания, а в 1908 году стал товарищем председателя Киевского Клуба русских националистов. Из-за личных разногласий с председателем клуба Анатолием Савенко сложил с себя звание члена клуба, но своим убеждениям не изменил. Так, он пытался наладить выпуск правой газеты «Киев», но вынужден был оставить эту идею из-за недостатка средств и кадров. Кроме того, Армашевский был членом главного совета и товарищем председателя киевского отдела Всероссийского национального союза.

## Революция и смерть
В годы революции Армашевский, как и многие другие деятели монархического направления, отошёл от активной политической жизни. Как вспоминал князь Николай Жевахов, «с приходом революции Пётр Яковлевич полностью отошёл от общественной деятельности и замкнулся в своём кабинете, желая быть сторонним наблюдателем того сумбура, который принесли так называемые „свободы“. Он обрабатывал курс своей любимой кристаллографии, перечитывал классиков природоведения, углублялся в Евангелие». Тем не менее Киевская ГубЧК обратила на него внимание. 13 мая 1919 года Армашевский был арестован и 22 мая расстрелян.

## Семья
Был женат на Марии Владимировне Врублевской, урождённой графине Капнист (1866—1920).